# Новый Варяш
Новый Варяш (баш. Яңы Вәрәш) — деревня в Янаульском районе Республики Башкортостан Российской Федерации. Входит в состав Староваряшского сельсовета.

## География

### Географическое положение
Расположена на реке Варяш. Расстояние до:
- районного центра (Янаул): 39 км,
- центра сельсовета (Старый Варяш): 4 км,
- ближайшей ж/д станции (Янаул): 39 км.

## История
Во второй половине XVIII века образовался выселок из деревни Старый Варяш, в котором в 1794 году проживало 139 тептярей из удмуртов. В 1859 году здесь проживало 132 человека.
В 1870 году — деревня 2-го стана Бирского уезда Уфимской губернии, 20 дворов и 147 жителей (80 мужчин и 67 женщин), все удмурты. Жители занимались пчеловодством и извозничеством.
В 1896 году в деревне Ново-Варяш (Яшкуз) Кызылъяровской волости VII стана Бирского уезда — 40 дворов, 220 жителей (119 мужчин, 101 женщина).
В 1906 году — 269 жителей.
В 1920 году по официальным данным в деревне 48 дворов и 237 жителей (114 мужчин, 123 женщины), по данным подворного подсчета — 246 удмуртов и 9 татар в 48 хозяйствах.
В 1926 году деревня относилась к Кызылъяровской волости Бирского кантона Башкирской АССР.
В 1930 году образовался колхоз «Новая жизнь», к 1937 году вошедший в состав колхоза «Хрущев». В 1939 году население деревни составляло 206 человек, в 1959 году — 237 жителей.
В 1982 году население — около 160 человек.
В 1989 году — 124 человека (55 мужчин, 69 женщин).
В 2002 году — 112 человек (56 мужчин, 56 женщин), удмурты (98 %).
В 2010 году — 96 человек (43 мужчины, 53 женщины).

## Население
| 2002 | 2009 | 2010 |
| ---- | ---- | ---- |
| 112  | ↘111 | ↘96  |